# Limberg bei Wies
Limberg bei Wies là một đô thị thuộc huyện Deutschlandsberg thuộc bang Steiermark, nước Áo. Đô thị Limberg bei Wies có diện tích 7,67 km², dân số thời điểm năm 2005 là 916 người.